# ورزشگاه کانبرا
ورزشگاه کانبرا (به انگلیسی: Canberra Stadium) یک ورزشگاه راگبی و فوتبال در شهر کانبرا، استرالیا است.
این ورزشگاه در سال ۱۹۷۷ میلای تأسیس شده و ظرفیت آن ۲۵٬۰۱۱ است.